# Vaisjärvi
Vaisjärvi är en sjö i kommunen Utsjoki i landskapet Lappland i Finland. Sjön ligger 263,5 meter över havet. Arean är 81 hektar och strandlinjen är 7,44 kilometer lång. Sjön  ingår i Tana älvs huvudavrinningsområde.   Den ligger omkring 370 kilometer norr om Rovaniemi och omkring 1100 kilometer norr om Helsingfors. 